# Вехтер, Отто Густав
Карл О́тто Гу́став Ве́хтер, с 17 августа 1918 по апрель 1919 года — барон фон Вехтер (нем. Karl Otto Gustav Freiherr von Wächter; 8 июля 1901, Вена — 14 августа 1949, Рим) — австрийский юрист, деятель НСДАП и СС, с мая 1944 группенфюрер СС и генерал-лейтенант полиции.

## Биография
Третий ребенок и единственный сын гауптмана Йозефа Вехтера и его жены Марты, урожденной Пфоб.
С 1923 года член СА, с 1930 года член НСДАП. В 1932—1934 годах адвокат. С 1930 года на руководящих постах в австрийском отделении НСДАП, которая существовала в Австрии нелегально. Участвовал в подготовке убийства Дольфуса в июле 1934 года, после провала путча бежал в Германию, отказался от австрийского гражданства. С 24 мая 1938 года по 30 апреля 1939 года — государственный комиссар в ликвидационном министерстве (после аншлюса), с октября 1939 года губернатор дистрикта Краков, в 1942—1944 годах — глава дистрикта Галиция. Поощрял деятельность украинских националистических организаций, в частности, прогерманского Украинского центрального комитета под руководством Кубийовича, позволил последнему сформировать дивизию СС «Галичина».
В 1943 году был переведён в Северную Италию. В 1945 году бежал в Рим, где скрывался под именем Альфредо Райнхардта в католическом учебном заведении. Умер от желтухи в Риме.
Имел прямую причастность к нацистскому геноциду евреев.

## Семья
11 сентября 1932 года женился на Шарлотте Луизе Мете Блекманн, дочери штирийского промышленника. У пары родились 6 детей (2 сына и 4 дочери). Крестным отцом младшего сына Отто, художника Хорста Вехтера, был Артур Зейсс-Инкварт.
Дети Вехтера, с одной стороны, поделились его личным архивом с исследователями Холокоста, а с другой стороны, поддерживают версию об отце как «добром наци». Одна из внучек Вехтера, дочь Хорста, Магдалена Вехтер-Штанфель, приняла ислам и крайне критически относится к деду, из-за чего конфликтует с остальными членами семьи.

## Звания
- Унтерштурмфюрер СС (10 марта 1935)
- Оберштурмфюрер СС (1 июня 1935)
- Гауптштурмфюрер СС (9 ноября 1935)
- Стрелок вермахта
- Штурмбаннфюрер СС (20 апреля 1936)
- Ефрейтор и резервный кандидат в офицеры вермахта (29 июля 1936)
- Оберштурмбаннфюрер СС (30 января 1937)
- Штандартенфюрер СС (30 января 1938)
- Оберфюрер СС (12 марта 1938)
- Бригадефюрер СС (9 ноября 1939)
- Группенфюрер СС (16 мая 1944)
- Генерал-лейтенант полиции (24 августа 1944)

## Награды
- Первое место на австрийском государственном чемпионате по академической гребле (восьмерка) как рулевой (23 июля 1927)
- Награда Гитлерюгенда за спортивные достижения (30 августа 1931)
- Гражданский знак СС (№ 22153)
- Шеврон старого бойца
- Йольский светильник[источник не указан 63 дня]
- Спортивный знак СА в бронзе (7 января 1937)
- Кольцо «Мёртвая голова»
- Почетная шпага райхсфюрера СС[6]
- Медаль «В память 13 марта 1938 года» (27 апреля 1940)
- Медаль «В память 1 октября 1938 года» с пряжкой «Пражский град»
- Крест «За военные заслуги»
  - 2-го класса (3 октября 1940)
  - 1-го класса
- Почетный знак «За заботу о немецком народе» 2-й степени
- Золотой партийный знак НСДАП (30 января 1943)
- Медаль «За выслугу лет в НСДАП» в бронзе и серебре (15 лет)
- Железный крест 2-го класса
- Немецкий крест в серебре (17 февраля 1945)